# Montsalès
Montsalès – miejscowość i gmina we Francji, w regionie Oksytania, w departamencie Aveyron. W 2013 roku jej populacja wynosiła 277 mieszkańców. 